# Immunochimica
L'immunochimica è una disciplina immunologica che si prefigge di studiare gli antigeni, gli anticorpi e l'interazione antigene-anticorpo utilizzando i concetti ed i metodi che appartengono alla chimica. Viene altresì dato risalto alle applicazioni di laboratorio con lo scopo di fornire un valido supporto alla diagnostica medica.

## Antigeni e apteni
L'antigene viene definito come una sostanza che, in opportune condizioni, è in grado di indurre in un animale responsivo la formazione di uno o più anticorpi e di reagire specificamente con questi.
Quindi le proprietà di un antigene sono essenzialmente l'immunogenicità, ossia la capacità di stimolare anticorpi, e la specificità, ossia la capacità di reagire solamente con una specifica classe di anticorpi e non con altri indotti da antigeni diversi. Il determinante antigenico, definito anche epitopo, è la porzione di molecola di antigene, chimicamente e spazialmente limitata, a cui si deve la specificità della reazione antigene-anticorpo. Generalmente è presente un numero variabile di epitopi fra loro differenti, ciascuno dei quali dà luogo alla formazione di specifici anticorpi.
Condizioni fondamentali per l'immunogenicità sono il riconoscimento della sostanza come not self (estranea all'organismo che la riceve) dal complesso maggiore di istocompatibilità e il requisito generale che implica un peso molecolare sufficientemente elevato, generalmente superiore a 10.000. Ottimi antigeni sono rappresentati da proteine di varia origine e struttura chimica. Il carattere antigenico di queste sostanze risulta alterabile in seguito a processi di denaturazione chimica o fisica.
L'aptene è una molecole a basso peso molecolare, inferiore a 10.000, che di per sé non induce una risposta anticorpale ma legata ad un carrier è in grado di reagire con anticorpi specifici. Sono stati sperimentalmente accertati come apteni sostanze a basso peso molecolare come zuccheri, peptidi, acidi nucleici, steroidi e farmaci legati a carriers proteici.

## Anticorpi

La papaina è un enzima in grado di scindere una molecola di anticorpo. In questo modo è stato possibile studiare la struttura e il comportamento degli anticorpi in modo più dettagliato. Esistono due diverse categorie di frammenti di cui si compone una immunoglobulina: la regione Fab (Fragment, antigen binding) è la porzione che lega l'antigene mentre la principale peculiarità della regione F_{C} (Fragment, crystallizable) consiste nella capacità di legare il complemento.

Gli anticorpi sono sostanze di natura glicoproteica definiti anche immunoglobuline o gamma globuline in relazione alla loro mobilità elettroforetica collocata nella zona gamma. La produzione di anticorpi si ottiene per differenziazione delle plasmacellule a seguito della risposta immunitaria.
Mediante l'uso di vari sistemi di clivaggio è stato possibile stabilire la struttura delle immunoglobuline: essa consta di quattro catene polipeptidiche, a due a due eguali, legate da tre ponti disolfuro. In relazione al loro peso molecolare, è rispettivamente possibile notare la presenza di due "catene leggere", aventi peso molecolare 20.000 e costituite da circa 220 amminoacidi, e due "catene pesanti" con peso molecolare di circa 55.000 e costituite da circa 430 amminoacidi.

La specificità degli anticorpi per un dato antigene è legata alla diversa successione di amminoacidi presenti nella parte -NH2 terminale e definita regione variabile.
Esistono cinque classi di anticorpi, denominate rispettivamente IgG, IgA, IgM, IgD e IgE; differiscono fra loro per la diversa composizione delle catene pesanti, per l'eventuale configurazione delle subunità e per la diversa distribuzione fisiologica.

## Reazione antigene-anticorpo
Gli anticorpi sono molecole normalmente bivalenti, sono quindi capaci di legare molecole di antigene con un rapporto 1:2. I siti di legame sono rappresentati, rispettivamente, dalle due coppie di catene -NH2 terminali per l'anticorpo e dallo specifico epitopo per l'antigene. Dal legame chimico formatosi si ottengono aggregati molecolari antigene-anticorpo con legami a reticolo (cross-linked mass) simili a quelli osservati nei cristalli.
I legami chimici implicati nella reazione antigene-anticorpo sono del seguente tipo (possono realizzarsi sia singolarmente che simultaneamente):
- Legame ionico, dovuto a forza di interazione elettrostatica. Ne è un esempio il legame del gruppo carbossilico deprotonato -COO- col gruppo amminico protonato -NH3+.
- Forze di Van der Waals, legate alle interazioni dipolari e molto meno intense rispetto al legame ionico (circa 1/100).
- Ponti idrogeno, sono dovuti all'interazione esercitata da un atomo di idrogeno, con forte carica parziale positiva, su atomi di elementi che assumono carica parziale negativa. I legami a ponti idrogeno sono dovuti a gruppi come -OH e -NH2, in cui l'idrogeno è legato ad atomi fortemente elettronegativi. L'entità di questo legame è sempre inferiore rispetto al legame ionico ma nettamente maggiore rispetto alle forze d Van der Waals.

## Il sistema del complemento
Il sistema del complemento è costituito da un gruppo di proteine, principalmente enzimi, presenti nel sangue ed in grado di interagire con il complesso antigene-anticorpo provocandone la lisi. Ad oggi è noto che il sistema del complemento è costituito da 18 differenti proteine indicate utilizzando la lettera maiuscola C seguita da un numero (C1, C2, C3, ecc.) oppure utilizzando altre lettere. Costituiscono circa 1/10 della frazione globulinica del siero e il loro peso molecolare varia da 23.000 a 200.000.
L'attivazione del complemento può avvenire attraverso la via classica, innescata da anticorpi della classe delle IgG (ad eccezione delle IgG4) o delle IgM,attraverso la via alternativa utilizzata quando l'organismo incontra per la prima volta l'antigene in oggetto. In quest'ultimo caso si ha l'intervento di un fattore sierico definito properdina che agisce in presenza di ioni Mg2+ ed altri due cofattori sierici. Altra via di attivazione è quella lectinica, attivata da residui di mannosio presenti in proteine e polisaccaridi della superficie batterica. Una volta attivato il complemento, attraverso una delle possibili vie, avviene una "cascata" di eventi che culmina con il legame del complemento ad una porzione dell'anticorpo, legato all'antigene, corrispondente al frammento cristallizabile (FC).

## Applicazioni immunoanalitiche
L'immunochimica si occupa anche di applicare le proprie conoscenze in ambito pratico con lo scopo di potere effettuare analisi sierologiche che possano permettere l'eventuale diagnosi di patologie infettive di origine batterica o virale, determinazioni ormonali, di plasmaproteine o tossicologiche.
Le principali metodiche di laboratorio sono le seguenti:
- Immunoprecipitazione
- Sieroagglutinazione
- Deviazione del complemento (anche nota come fissazione del complemento)
- Sieroneutralizzazione
- Dosaggio immunologico
- ELISA
- EMIT
- Immunoelettroforesi
- Western blot
- Elettroimmunodiffusione
- Elettrosineresi
- Metodiche immunoistochimiche
- RIA (metodica radioimmunologica)